# Pastwiska (województwo kujawsko-pomorskie)
Pastwiska – wieś kociewska w Polsce położona w województwie kujawsko-pomorskim, w powiecie świeckim, w gminie Nowe. Miejscowość wchodzi w skład sołectwa Mały Komorsk. Według Narodowego Spisu Powszechnego (III 2011 r.) wieś liczyła 109 mieszkańców. Jest dwunastą co do wielkości miejscowością gminy Nowe.
W latach 1975–1998 miejscowość należała województwa bydgoskiego.